# Heinrich August Winkler

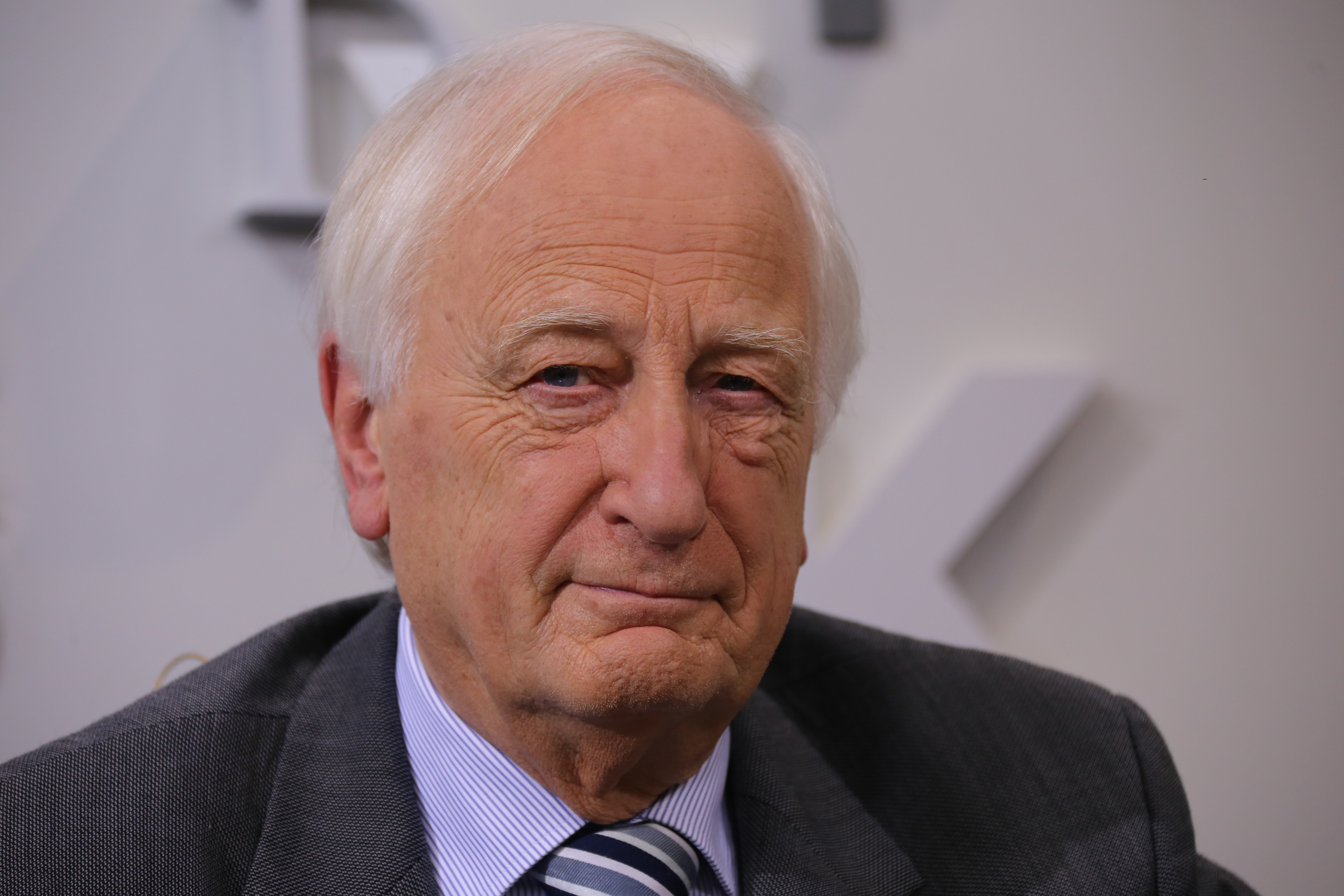
Heinrich August Winkler (2014)

Heinrich August Winkler (* 19. Dezember 1938 in Königsberg/Preußen) ist ein deutscher Historiker. Er lehrte als Professor an der Freien Universität Berlin, der Albert-Ludwigs-Universität Freiburg und der Humboldt-Universität zu Berlin. Seine Buchveröffentlichungen zur Geschichte der Weimarer Republik, zu Deutschlands „lange[m] Weg nach Westen“ und zur Geschichte des Westens seit den antiken Anfängen fanden in der Medienöffentlichkeit ein breites Echo. Winkler gilt als einer der bedeutendsten deutschen Historiker der Gegenwart und ist zudem eine gefragte Persönlichkeit des öffentlichen Lebens. Am 8. Mai 2015 hielt er im Deutschen Bundestag die Rede zum 70-jährigen Gedenken an das Ende des Zweiten Weltkrieges in Europa. Neben anderen Auszeichnungen erhielt er 2018 das Große Bundesverdienstkreuz.

## Leben
Heinrich August Winkler wurde als Sohn des Wissenschaftlichen Assistenten Theodor Winkler (1904–1939) und dessen Frau Brigitte, geb. Seraphim (1914–1972), in der ostpreußischen Provinzhauptstadt Königsberg geboren. Er entstammt dem evangelischen Bildungsbürgertum. Beide Eltern waren promovierte Historiker. Winklers Vater stammte aus einer Pastorenfamilie aus dem Harz und war in Berlin aufgewachsen; unter den väterlichen Vorfahren finden sich mindestens zehn Pastoren. Die Mutter, eine Tochter des Historikers und Direktors an der Königsberger Staats- und Universitätsbibliothek August Robert Seraphim, arbeitete als Lehrerin. Sie verließ Ostpreußen bereits im August 1944 zusammen mit ihrer Mutter und dem fünfjährigen Sohn und siedelte ins von der näher rückenden Roten Armee weit entfernte Württemberg über, wo die Familie das Ende des Zweiten Weltkriegs erlebte. Winkler wuchs in Urspring im Donautal nahe Ulm heran, wo die Mutter an der Urspringschule, einem evangelischen Internat, eine Anstellung als Lehrerin fand. Er besuchte die Grundschule in Schelklingen und Klingenstein (Württemberg) und legte im Februar 1957 am altsprachlichen Humboldt-Gymnasium in Ulm das Abitur ab.
Noch in seiner Schülerzeit nahm Winkler als 17-jähriger Berichterstatter für eine Lokalzeitung 1956 am 23. Deutschen Historikertag in Ulm teil und empfing starke Eindrücke unter anderem von den Mediävisten Hermann Heimpel und Herbert Grundmann sowie von Hans Freyer. Zudem leitete er einen Schülerarbeitskreis (das Politische Seminar der Ulmer Jugend), der regelmäßig Politiker zu Diskussionen einlud und selbst Fahrten etwa zum Deutschen Bundestag nach Bonn, zur Beratenden Versammlung des Europarats nach Straßburg oder zur Französischen Nationalversammlung nach Paris organisierte.
Als Stipendiat der Studienstiftung des deutschen Volkes studierte Heinrich August Winkler seit dem Sommersemester 1957 Geschichte, Philosophie, Germanistik, Soziologie, Öffentliches Recht und Wissenschaftliche Politik zunächst an der Westfälischen Wilhelms-Universität Münster, seit dem zweiten Semester dann an der Eberhard-Karls-Universität Tübingen – unterbrochen von einem Semester an der Universität Heidelberg 1958/59. In Münster studierte er bei Herbert Grundmann, Manfred Hellmann, Joachim Ritter, Ludger Oeing-Hanhoff und Hans Freyer; besonders beeindruckte ihn allerdings der Rechtshistoriker und Soziologe Eugen Rosenstock-Huessy. In Heidelberg studierte Winkler bei Werner Conze, Ernst Forsthoff und Karl Löwith, in Tübingen bei Hans Rothfels, Theodor Eschenburg, Ralf Dahrendorf und Ernst Bloch sowie – mit Blick auf zeitgeschichtliche Themen – bei Rothfels' Assistenten Waldemar Besson und Friedrich Hiller von Gaertringen.
Im Herbst 1960 begann Winkler in Tübingen mit den Vorarbeiten zu seiner Dissertation über die nationale Politik der Deutschen Fortschrittspartei in den Jahren 1861 bis 1866, die von Rothfels – bei dem 1931 bereits sein Vater die Doktorarbeit geschrieben hatte – betreut wurde und mit der Winkler im Juni 1963 promoviert wurde. Anschließend war er von 1964 bis 1970 als wissenschaftlicher Assistent an der Freien Universität Berlin tätig. Auf dem 1964 in Berlin tagenden 26. Deutschen Historikertag erlebte er sowohl die Fischer-Kontroverse als auch die Debatte Das Problem der Räte bei der Entstehung der Weimarer Republik. „Prägende Erfahrungen wurden freilich auch meine Konflikte mit der zunehmend doktrinären Studentenbewegung und der Kampf gegen die Korrumpierung des Prüfungssystems am Otto-Suhr-Institut. Ich denke, da habe ich viel für mein späteres politisches und hochschulpolitisches Leben gelernt.“ In enge persönliche Verbindung trat Winkler zu dieser Zeit mit Richard Löwenthal und Ernst Fraenkel. Hans Rosenberg erschloss ihm den sozialgeschichtlichen Ansatz in Verbindung mit dem Zugang zur Wirtschaftsgeschichte.
1970 habilitierte sich Winkler – als letzter Habilitand der alten Philosophischen Fakultät der Freien Universität Berlin – in Geschichte und Politikwissenschaften mit einer Arbeit über Mittelstand, Demokratie und Nationalsozialismus. Die politische Entwicklung von Handwerk und Kleinhandel in der Weimarer Republik. Mit 32 Jahren erlangte er dann eine Professur an der FU Berlin und nahm 1972 den Ruf auf einen Lehrstuhl für Neuere und Neueste Geschichte an die Albert-Ludwigs-Universität Freiburg an, den er 19 Jahre innehatte. Seine Freiburger Antrittsvorlesung hielt Winkler am 22. November 1973 über das Verhältnis von bürgerlicher und proletarischer Revolution bei Marx und Engels. Die Wende und friedliche Revolution in der DDR und die Deutsche Wiedervereinigung bedeuteten für Winkler Herausforderung und Chance par excellence, wie Michael Borgolte hervorhebt, der ebenso wie Winkler 1991 von Freiburg auf einen Lehrstuhl für Neueste Geschichte an der Humboldt-Universität zu Berlin wechselte:

„Die Wende, die viele Deutsche nicht nur seiner Generation als atemberaubende Richtungsänderung ihrer Aspirationen empfanden, wurde für den knapp über Fünfzigjährigen zum Glückswechsel seines Lebens; der Ruf an die Humboldt-Universität eröffnete dem Gestaltungswillen des viel erprobten Hochschullehrers und Publizisten eine unvergleichliche Plattform, die Wiedervereinigung aber gab dem Historiker jenen Fluchtpunkt der Darstellung, den große Geschichtsschreibung braucht und nicht selbst erfinden kann.“

Winklers historische Längsschnittdarstellungen zur deutschen Geschichte wie zur Geschichte des Westens sind demnach nicht allein den umwälzenden zeitgeschichtlichen Ereignissen zu verdanken, sondern auch dem veränderten beruflichen Umfeld des Verfassers. Dabei habe es Winkler als geschäftsführender Institutsdirektor zunächst mit massiven Anfeindungen der „alten Kader“ zu tun gehabt und unter starker persönlicher Belastung mit anderen gemeinsam die Angleichung an westdeutsche und internationale Standards der historischen Lehre durchgesetzt. Das Vorgehen Winklers und der westdeutschen Wissenschaftspolitik war nicht unumstritten. Der Münchner Althistoriker Christian Meier attestierte der Politik das „Feingefühl eines Panzers“, indem mit Winkler ein Mann an eine verantwortliche Stelle berufen wurde, dessen „Takt indirekt proportional“ zu der „Schwierigkeit der Aufgabe, die sich ihm stellt“, sei. Nach nochmals gut anderthalb Jahrzehnten der Forschung und Lehre an der Humboldt-Universität wurde Heinrich August Winkler zum 1. April 2007 emeritiert. Zu seinen Schülern gehören Johannes Bähr, Ralph Bollmann, Bernhard Dietz, Robert Gerwarth, Dieter Gosewinkel, Jens Hacke, Christoph Hauser, Ulrich Herbert, Bert Hoppe, Christoph Jahr, Wolther von Kieseritzky, Ruth Leiserowitz, Kiran Klaus Patel, Sebastian Ullrich, Siegfried Weichlein, Klaus Wiegrefe, Edgar Wolfrum und Stephanie Zloch.

## Werk
Winklers methodischer Ansatz zielt laut Borgolte darauf ab, Geschichte in ihrem Verlauf zu erklären und dabei „zu konzisen Urteilen vorzustoßen, jenseits derer nichts mehr zu sagen bleibt.“ Abschweifungen „oder gar das großformatige historische Gemälde“ versage er sich ausnahmslos. Sein Bekenntnis zu Max Webers Unterscheidung von Wissenschaft und Politik lasse ihn sogar zwei getrennte Veröffentlichungslisten führen: die eine zu fachwissenschaftlichen Arbeiten, die andere zu sonstigen Publikationen. Zum Werturteil aus historischem Wissen und politischer Verantwortung hat sich Winkler gleichwohl bekannt, so zum Beispiel in seiner Habilitationsschrift, in der es heißt, dass der Verzicht auf Wertungen folgenschwerer sein könne als das mit ihnen einzugehende Wagnis.
Winklers Geschichte der Arbeiterbewegung in der Weimarer Republik (drei Bände, 1984–1987) wird von Eberhard Kolb und Dirk Schumann als sein Opus magnum gelobt: Diese „mit souveräner Stoffbeherrschung geschriebene Darstellung“ nehme „alle wichtigen gesellschaftlichen, politischen und wirtschaftlichen Entwicklungen“ in den Blick und biete daher „auf weite Strecken eine kompakte Gesamtgeschichte der Weimarer Republik“.
1993 legte Winkler eine Ereignisgeschichte der Weimarer Republik vor, die den Anspruch erhob, auch die zugrundeliegenden Strukturen sichtbar werden zu lassen. Auch die Entwicklungen in der politischen Mitte und auf der Rechten, von Arbeitgebern und Militärs wurden miteinbezogen. Gleichwohl beobachtete der Rezensent der Annales, Pierre Ayçoberry, die Darstellung sei zumeist aus sozialdemokratischer Perspektive geschrieben. Da Winkler als öffentlicher Intellektueller gewohnt sei, in die politische Debatte einzugreifen, sei das „Werk in seiner akribischen Gelehrsamkeit“ wohl auch als Argumentensammlung gedacht. Der Rezensent wünschte sich eine Kurzfassung für das breitere Publikum.
Vor einem Urteil über die historischen Akteure geht es bei Winkler aber zunächst stets darum, die jeweiligen Handlungsspielräume im geschichtlichen Bedingungsgefüge auszuloten. Wie bereits in Winklers dreibändigem Werk über Arbeiter und Arbeiterbewegung in der Weimarer Republik, so Borgolte, könne dadurch der Gefahr begegnet werden, das tatsächliche Geschehen im Sinne der Teleologie für unvermeidlich zu halten. Die Untersuchung von Handlungsspielräumen und Alternativen sei es dann auch gewesen, die Winkler der lastenden und für ihn wichtigsten Frage zur Geschichte des 19. und 20. Jahrhunderts in seiner Überblicksdarstellung der Weimarer Republik zugrunde gelegt habe, nämlich der Frage, warum es zur NS-Herrschaft Hitlers hat kommen können.
In seinem 2000 erschienenen zweibändigen Werk Der lange Weg nach Westen setzt sich Winkler mit dem Problem eines deutschen Sonderwegs auseinander, wobei die Frage nach dem Fortleben des Reichmythos als das eine Leitmotiv angesehen werden kann und die Frage nach Erfolg oder Misserfolg deutscher Revolutionen als das andere. Konrad H. Jarausch nennt das Buch eine „eindrucksvolle, auf das Verhältnis von Nation und Demokratie zugespitzte Synthese“, die anhand der Messlatte der englischen und der französischen Geschichte entfaltet werde. Er bemängelt aber unter anderem die teilweise Rehabilitierung des deutschen Kaiserreichs, die „klischeehafte“ Darstellung der Kriegsschuldfrage 1914 und die teleologische Erklärung der Machtergreifung der Nationalsozialisten aus der „Ungleichzeitigkeit […] der frühen Demokratisierung des Wahlrechts und der verspäteten Demokratisierung des Regierungssystems“, die alle sozialhistorischen Faktoren ausspare. Besonders stört ihn, dass Winkler seine Prämissen zu wenig hinterfrage: „Auch in demokratisiertem Gewande bleibt der Versuch einer Erneuerung einer nationalen Meistererzählung kontrovers, weil der auf Ereignisabfolge konzentrierte narrative Duktus die Vergangenheit glättet, ihre fundamentalen Brüche ignoriert und eine einzige Handlungslinie gegenüber der Vielfalt erlebter Geschichten privilegiert“.
Eine räumlich und zeitlich nochmals geweitete Perspektive ergibt sich aus der von 2009 bis 2015 erschienenen Geschichte des Westens in vier Bänden, die er unter den normativen Fluchtpunkt der Menschenrechte und der Atlantischen Revolutionen stellte. Der Rezensent Jost Dülffer lobte Winklers enorme „Arbeits- und Integrationsleistung“, die „ihresgleichen in der jüngeren deutschen Historiographie“ suche. „Unübertrefflich“ sei die dichte Beschreibung nicht nur der Beziehungen zwischen den Staaten des Westens, sondern auch jedes einzelnen von ihnen. Mit seinen „kenntnisreichen Darlegungen, die bekannte Sachverhalte pointieren und mit eigenem Akzent auf den Punkt bringen“ erschließe er auch versierten Lesern neue Themen und bedenkswerte Einzelbeobachtungen. Im vierten Band führt Winkler dann die Darstellung an die unmittelbare Gegenwart heran.

## Politisches Engagement und Wirken im öffentlichen Raum

### Frühzeitiger Beginn

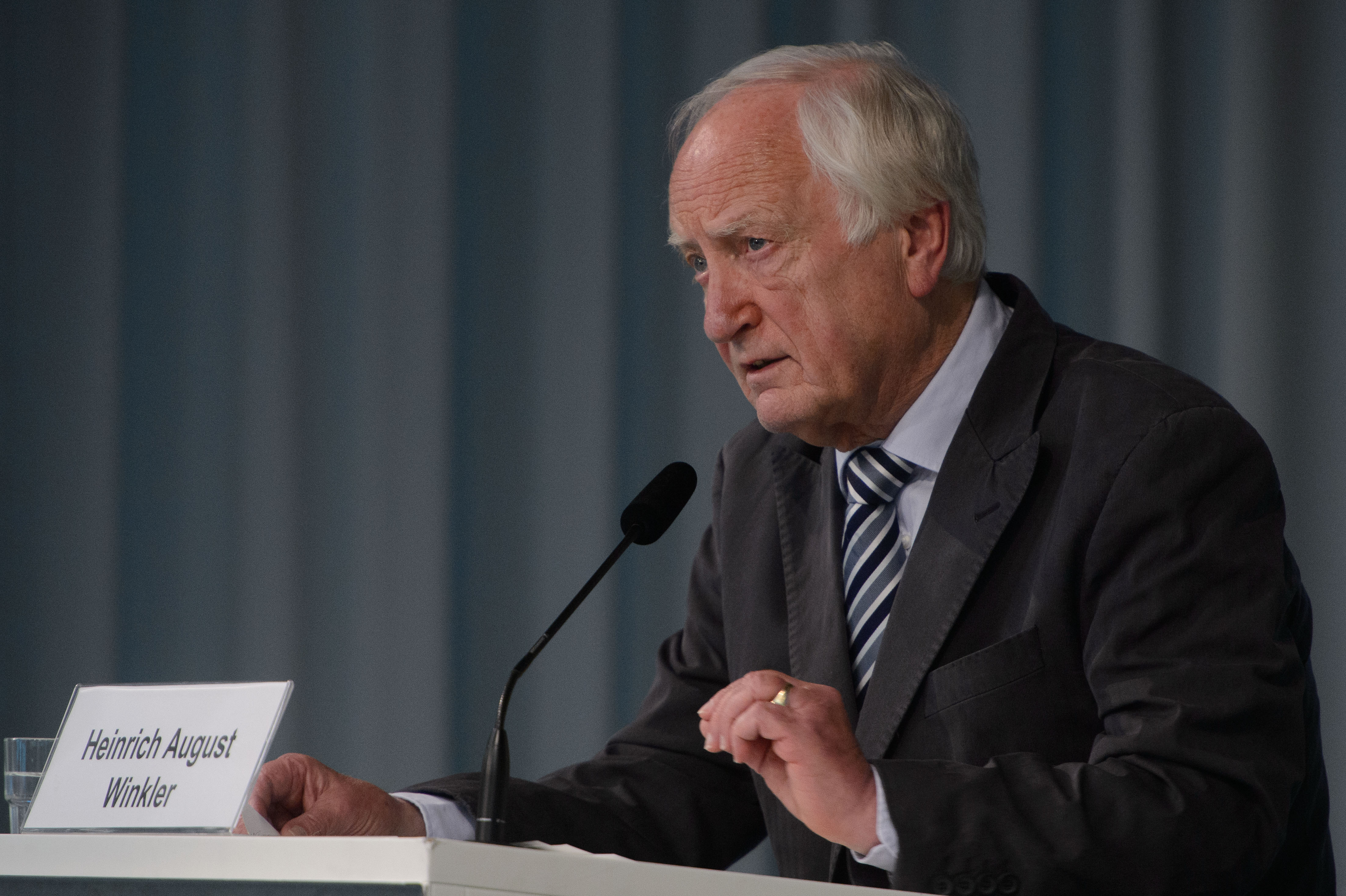
Heinrich August Winkler während einer Rede 2014

Winkler war nach eigenem Bekunden bereits frühzeitig stark an Politik interessiert und leitete einen Schülerarbeitskreis, das Politische Seminar der Ulmer Jugend. Nachdem er sich als Schüler für die CDU engagiert hatte, brach er diese Bindung aufgrund des Wahlkampfes von 1961 ab, in dem Willy Brandt u. a. als Emigrant diffamiert wurde, und trat 1962 in die SPD ein.

### In der Zeit als Hochschullehrer
Mitte der 1980er Jahre schaltete Winkler sich in den Historikerstreit ein. An der Seite von Rudolf Augstein und Jürgen Habermas ergriff er in einer Debatte mit Beiträgen in den großen überregionalen Tages- und Wochenzeitungen Partei gegen die Auffassungen Ernst Noltes, dem er eine Verharmlosung der nationalsozialistischen Verbrechen vorwarf, die der Konstruktion eines ungebrochenen deutschen Nationalbewusstseins diene.
Heinrich August Winkler war 1975 bis 1999 Mitherausgeber der Zeitschrift Geschichte und Gesellschaft und ist Mitherausgeber der Berliner Ausgabe der Reden und Briefe Willy Brandts. Er war Mitglied der Wissenschaftlichen Beiräte der Stiftung Reichspräsident-Friedrich-Ebert-Gedenkstätte, des Hauses der Geschichte der Bundesrepublik Deutschland und des Instituts für Zeitgeschichte. Zudem arbeitete er in der Gemeinsamen Kommission zur Erforschung der jüngeren Geschichte der deutsch-russischen Beziehungen mit und gehörte dem Internationalen Beirat der Bundeskanzler-Willy-Brandt-Stiftung an.

### Nach der Emeritierung
Winkler sprach sich wiederholt an prominenter Stelle gegen einen EU-Beitritt der Türkei aus. Im November 2009 relativierte er diese Auffassung jedoch in einem Interview und verwies nur mehr auf die Erfüllung der Kopenhagener Kriterien als Vorbedingung für eine Mitgliedschaft. Zur Integrationsbereitschaft von Muslimen in Deutschland bekennt Winkler „einen gewissen Optimismus“, da Umfragen zeigten, dass die hier lebenden Muslime Glaubens-, Meinungs- und Pressefreiheit sowie die Grundrechte bejahten. Hemmend wirke sich allerdings aus, dass viele islamische Rechtsgelehrte Menschenrechte nur im Rahmen der Scharia gelten ließen, ihre Unveräußerlichkeit jedoch bestritten. Im Rückblick auf 2014 äußert Winkler am 25. Januar 2015: „Die Unkalkulierbarkeit und die Omnipräsenz des islamistischen Terrors haben mehr als alle anderen Ereignisse des vergangenen Jahres ein Gefühl der Verunsicherung hervorgerufen. Im Rückblick scheint der Terrorangriff auf die USA vom 11. September 2001 die Inhaltsanzeige des 21. Jahrhunderts zu sein.“
Am 8. Mai 2015 hielt Winkler die Hauptrede in der Gedenkstunde des Deutschen Bundestages zum 70. Jahrestag des Endes des Zweiten Weltkrieges. In ihm sieht der Historiker die tiefste Zäsur der deutschen Geschichte. Die Wahlerfolge der Nationalsozialisten am Ende der Weimarer Republik und die rasch wachsende Popularität Hitlers seien ohne die Vorbehalte der Deutschen gegen die westliche Demokratie nicht zu erklären. Die Anerkennung des Holocaust als „Zentraltatsache der deutschen Geschichte des 20. Jahrhunderts“ habe auch nach dem Kriegsende unter den Deutschen noch auf sich warten lassen. Zwar hätten auch sie an den frühneuzeitlichen westlichen Emanzipationsprozessen einen Anteil gehabt. Doch hätten sich maßgebliche deutsche Eliten wesentlichen politischen Konsequenzen der Aufklärung, Ideen der Amerikanischen Revolution von 1776 und der Französischen Revolution von 1789 bis weit ins 20. Jahrhundert hinein verweigert: den Leitgedanken unveräußerlicher Menschenrechte, der Volkssouveränität und der repräsentativen Demokratie. Deutschlands „zweite Chance“ (Fritz Stern), die Erlangung der deutschen Einheit 1990, beruhte laut Winkler darauf, dass Deutschland „glaubwürdig mit jenen Teilen seiner politischen Tradition gebrochen hatte, die der Entwicklung einer freiheitlichen Demokratie westlicher Prägung entgegenstanden“. In der Flüchtlingskrise seit 2015 mahnte Winkler 2016 einen ernsthafteren Umgang mit der „Herausforderung Integration“ an. In Deutschland existiere „ein Ost-West-Gefälle, auch was das Vertrautsein mit westlicher Demokratie angeht“, viele Deutsche seien auf die Konsequenzen der wachsenden Migration innerlich wenig vorbereitet. Gleichzeitig sei „eine Art von fast schon nationalistisch wirkendem Sendungsbewusstsein namentlich links der Mitte“ zu beobachten, das sich teils bis zu einem „deutschen Moralmonopol“ steigere und einer realistischen Asyl- und Flüchtlingspolitik im Weg stehe. Deutschland brauche „einerseits eine humanitär gebotene Asyl- und Flüchtlingspolitik […] andererseits aber eine nüchtern an eigenen gesellschaftlichen Interessen orientierte Zuwanderungspolitik“.
Aus Anlass des 100-jährigen Gründungsjubiläums der Weimarer Republik widersprach Winkler im Februar 2019 in der Zeit einem Vorwochenbeitrag der Redakteure Matthias Geis und Bernd Ulrich, die der damaligen SPD einen verhängnisvollen Hang „zur Anpassung an die herrschenden Verhältnisse“ bescheinigt hatten. Ohne die „Bereitschaft zum Klassenkompromiss“ hätte es laut Winkler weder die Friedensresolution des Reichstags vom Juli 1917 gegeben, „noch die erste auf der Zusammenarbeit der gemäßigten Kräfte in Arbeiterschaft und Bürgertum beruhende deutsche Demokratie“.
Angesichts der Coronakrise im Frühjahr 2020 hielt es Winkler für illusorisch zu meinen, die Folgelasten seien allein durch neue Schulden zu meistern. Deutschland werde um eine „Umverteilung großen Stils“, einen Lastenausgleich zwischen den von den materiellen Folgen weniger Betroffenen und den in ihrer beruflichen Existenz Gefährdeten, nicht herumkommen. Diese Umverteilung werde den historischen Lastenausgleich zugunsten der Heimatvertriebenen und Ausgebombten nach dem Zweiten Weltkrieg weit übertreffen. „Möglicherweise werden die Kosten, die auf Deutschland zukommen, auch noch höher sein als die der deutschen Einheit nach 1990.“ Im Rahmen der Europäischen Union fordert der Historiker, dass die wirtschaftlich stärkeren Staaten den wirtschaftlich schwächeren „Hilfe zur Selbsthilfe“ leisten.
Im Zusammenhang mit dem russischen Angriffskrieg auf die Ukraine seit Februar 2022 verglich Winkler den russischen Präsidenten Wladimir Putin in einem Artikel für Die Zeit mit anderen im zeitgeschichtlichen Kontext bekannten Ultranationalisten wie Slobodan Milošević, Benito Mussolini und Adolf Hitler. Sie alle hätten die Geschichte instrumentalisiert, indem sie sich unter Hinweis auf wirkliche oder gefühlte Niederlagen selbst zum Opfer mächtiger Feinde stilisiert und zur Erinnerung an eine vermeintlich große Vergangenheit aufgerufen hätten: „Als Geschichtspolitiker wirkt Putin wie ein gelehriger Schüler Adolf Hitlers“. Allerdings habe der Westen gelernt und werde anders als 1938 kein Appeasement mehr betreiben.
In einem Essay im Spiegel vom 8. Februar 2025, auf das Friedrich Merz im Kanzlerduell mit Olaf Scholz am 9. Februar 2025 Bezug nahm, vertritt Winkler mit Hinweis auf die Entstehungsmodalitäten der Asylrechtsregelung im Grundgesetz für die Bundesrepublik Deutschland die Ansicht, dass ein individuelles Asylrecht seitens der „Verfassungsschöpfer“ nicht beabsichtigt gewesen sei. Dass aus dem Satz „Politisch Verfolgte genießen Asylrecht“ auf Initiative von Carlo Schmid der Zusatz „im Rahmen des allgemeinen Völkerrechts“ gestrichen worden sei, hänge mit dem Bestreben zusammen, Ausländer gegenüber den politisch verfolgten Deutschen in der damaligen sowjetischen Besatzungszone nicht zu privilegieren. Die Bindung des Bundesrechts an die allgemeinen Regeln des Völkerrechts werde an anderer Stelle im Grundgesetz (Art. 25) ohnehin erwähnt. Winkler folgert: „Wer die faktische Umwandlung des deutschen Asylrechts in ein Einwanderungsrecht effektiv beenden will, muss das subjektive durch das institutionelle Asylrecht ersetzen. Nur so lassen sich Sinn und Zweck des Asylrechts bewahren.“ Demnach könne der Staat selbst festlegen, wem er Schutz gewähre. Das institutionelle Recht, das die Auslieferung von politisch Verfolgten an einen Verfolgerstaat verbiete, erlaube eine Zurückweisung von Flüchtlingen an der Grenze zu einem demokratischen Nachbarstaat. Diese Aussage und Einordnung ist allerdings rechtlich umstritten und wird unter anderem vom Verwaltungsrechtler und Experten für Rechtsgeschichte Patrick Heinemann nicht geteilt, der Winkler vorwirft, dass dieser „fachfremd ist, Argumente in die Debatte speist, die nicht nur irreführend, sondern auch irrelevant sind.“ Der Jurist und Journalist Christian Rath schrieb, dass der von Winkler bestrittene Charakter des Asylrechts als Individualrecht ständige Rechtsprechung des Bundesverfassungsgerichts gewesen sei. Aktuell basiere der Rechtsanspruch von Flüchtlingen auf Asyl zudem nicht mehr auf dem Grundgesetz, sondern auf dem Europarecht. Deshalb würde die Änderung von Artikel 16, die Winkler vorschlage, an der Rechtslage nichts ändern. Für den Sozialrechtler Constantin Hruschka sind die Ausführungen Winklers „für die heutige Rechtslage ... weitgehend irrelevant“. Einen „anderen historischen Willen des Gesetzgebers zu behaupten“, sei „aus rechtswissenschaftlicher Sicht nicht vertretbar“. Nicht um die Frage des Rechts auf Asyl sei es gegangen, sondern um die Rechte anerkannter Personen.

## Auszeichnungen
Für seine Forschungen wurden Winkler zahlreiche wissenschaftliche Ehrungen und Mitgliedschaften zugesprochen. 1967/68 und 1970/71 war er German Kennedy Memorial Fellow an der Harvard University in Cambridge, MA (USA), 1974/75 Guest Scholar am History Department der Princeton University (USA), 1977/78 Fellow am Woodrow Wilson International Center for Scholars in Washington, D.C., 1985/86 Fellow am Wissenschaftskolleg zu Berlin, von Januar bis März 1988 Invité an der Maison des Sciences de l’Homme in Paris. Im Kollegjahr 1990/1991 erhielt Winkler ein Forschungsstipendium am Historischen Kolleg in München. Winkler war Mitglied der Historischen Kommission der Bayerischen Akademie der Wissenschaften und ist seit Mai 2018 deren korrespondierendes Mitglied. Von 2007 bis 2021 war er Mitglied des Senats der Deutschen Nationalstiftung; 2021 wurde er zu deren Ehrensenator gewählt. 2001 erhielt er für das Buch Der lange Weg nach Westen den Preis „Das politische Buch“ der Friedrich-Ebert-Stiftung. Im Jahre 2000 erhielt Winkler das Offizierskreuz des polnischen Verdienstordens. 2002 empfing er den Friedrich-Schiedel-Literaturpreis und ihm wurde der Rang eines Commendatore des Verdienstordens der Italienischen Republik verliehen. 2005 erhielt er das Verdienstkreuz 1. Klasse der Bundesrepublik Deutschland und 2014 den „Europapreis für politische Kultur“ der Hans Ringier-Stiftung. Für sein vierbändiges Opus magnum Geschichte des Westens wurde Heinrich August Winkler mit dem Leipziger Buchpreis zur Europäischen Verständigung 2016 ausgezeichnet. Die Preisverleihung fand anlässlich der Eröffnung der Leipziger Buchmesse am 16. März 2016 im Gewandhaus zu Leipzig statt. Die Laudatio hielt der Historiker, Publizist und Schriftsteller Volker Ullrich. 2018 wurde Winkler von Bundespräsident Frank-Walter Steinmeier mit dem Großen Verdienstkreuz der Bundesrepublik geehrt.

## Schriften
Monographien
- Preußischer Liberalismus und deutscher Nationalstaat. Studien zur Geschichte der Deutschen Fortschrittspartei. 1861–1866 (= Tübinger Studien zur Geschichte und Politik. Nr. 17, ISSN 0564-4267). Mohr, Tübingen 1964 (Zugleich: Tübingen, Universität, Dissertation, 1963).
- Mittelstand, Demokratie und Nationalsozialismus. Die politische Entwicklung von Handwerk und Kleinhandel in der Weimarer Republik. Kiepenheuer und Witsch, Köln 1972, ISBN 3-462-00862-5 (Zugleich: Berlin, Freie Universität, Habilitationsschrift, 1970).
- Liberalismus und Antiliberalismus. Studien zur politischen Sozialgeschichte des 19. und 20. Jahrhunderts, Göttingen 1979.
- Streitfragen der deutschen Geschichte. Essays zum 19. und 20. Jahrhundert, München 1979.
- Revolution, Staat, Faschismus. Zur Revision des historischen Materialismus (= Kleine Vandenhoeck-Reihe. Bd. 1440). Vandenhoeck & Ruprecht, Göttingen 1978, ISBN 3-525-33420-6.
- Arbeiter und Arbeiterbewegung in der Weimarer Republik. 3 Bände. Dietz, Berlin u. a. 1984–1987;
  - Band 1: Von der Revolution zur Stabilisierung. 1918 bis 1924 (= Geschichte der Arbeiter und der Arbeiterbewegung in Deutschland seit dem Ende des 18. Jahrhunderts. Band 9). 1984, ISBN 3-8012-0093-0;
  - Band 2: Der Schein der Normalität. 1924 bis 1930 (= Geschichte der Arbeiter und der Arbeiterbewegung in Deutschland seit dem Ende des 18. Jahrhunderts. Band 10). 1985, ISBN 3-8012-0094-9;
  - Band 3: Der Weg in die Katastrophe. 1930 bis 1933 (= Geschichte der Arbeiter und der Arbeiterbewegung in Deutschland seit dem Ende des 18. Jahrhunderts. Band 11). 1987, ISBN 3-8012-0095-7.
- Mußte Weimar scheitern? Das Ende der ersten Republik und die Kontinuität der deutschen Geschichte (= Schriften des Historischen Kollegs. Vorträge. Band 31), München 1991 (Digitalisat).
- Weimar 1918–1933. Die Geschichte der ersten deutschen Demokratie. Beck, München 1993, ISBN 3-406-37646-0; (auch auf Italienisch, Russisch, Chinesisch)
- Der lange Weg nach Westen. 2 Bände. Beck, München 2000; (auch auf Französisch, Polnisch, Ungarisch, Englisch, japanisch, chinesisch)
  - Band 1: Deutsche Geschichte vom Ende des Alten Reiches bis zum Untergang der Weimarer Republik, ISBN 3-406-46001-1;
  - Band 2: Deutsche Geschichte vom „Dritten Reich“ bis zur Wiedervereinigung, ISBN 3-406-46002-X.
- Auf ewig in Hitlers Schatten? Über die Deutschen und ihre Geschichte. Beck, München 2007, ISBN 978-3-406-56214-3.
- Geschichte des Westens. 4 Bände. Beck, München 2009–2015;
  - Band 1: Von den Anfängen in der Antike bis zum 20. Jahrhundert. 2009, ISBN 978-3-406-59235-5; (auch auf Chinesisch)
  - Band 2: Die Zeit der Weltkriege. 1914–1945. 2011, ISBN 978-3-406-59236-2; (auch auf Englisch, Italienisch, Chinesisch)
  - Band 3: Vom Kalten Krieg zum Mauerfall. 2014, ISBN 978-3-406-66984-2; (auch auf Chinesisch)
  - Band 4: Die Zeit der Gegenwart. 2015, ISBN 978-3-406-66986-6.
- Zerreißproben. Deutschland, Europa und der Westen. Interventionen 1990 bis 2015. C. H. Beck, München 2015, ISBN 978-3-406-68424-1.
- Zerbricht der Westen? Über die gegenwärtige Krise in Europa und Amerika. C. H. Beck, München 2017, ISBN 978-3-406-71173-2.
- Werte und Mächte. Eine Geschichte der westlichen Welt. C. H. Beck, München 2019, ISBN 978-3-406-74138-8 (2., durchgesehene Auflage 2023).
- Wie wir wurden, was wir sind. Eine kurze Geschichte der Deutschen. C. H. Beck, München 2020, ISBN 978-3-406-75651-1.
- Deutungskämpfe. Der Streit um die Deutsche Geschichte. C. H. Beck, München 2021, ISBN 978-3-406-77405-8.
- Nationalstaat wider Willen. Interventionen zur deutschen und europäischen Politik. C. H. Beck, München 2022, ISBN 978-3-406-79110-9.
- Die Deutschen und die Revolution. Eine Geschichte von 1848 bis 1989. C. H. Beck, München 2023, ISBN 978-3-406-80539-4.
- Warum es so gekommen ist. Erinnerungen eines Historikers, C. H. Beck, München 2025, ISBN 978-3-406-83631-2 (erscheint im September 2025).

Herausgeberschaften
- Die große Krise in Amerika. Vergleichende Studien zur politischen Sozialgeschichte 1929–1939, Göttingen 1972.
- Organisierter Kapitalismus. Voraussetzungen und Anfänge (= Kritische Studien zur Geschichtswissenschaft. Band 9). Vandenhoeck & Ruprecht, Göttingen 1974, ISBN 3-525-35960-8.
- Nationalismus. Neue Wissenschaftliche Bibliothek, Bd. 100, Königsstein/Ts. 1978, 19852.
- Die deutsche Staatskrise 1930–1933. Handlungsspielräume und Alternativen (= Schriften des Historischen Kollegs. Kolloquien. Band 26). Oldenbourg, München 1992, ISBN 3-486-55943-5 (Digitalisat).
- (mit Hartmut Kaelble): Nationalismus, Nationalitäten, Supranationalität. Europa nach 1945, München 1992.
- (mit Carola Stern): Wendepunkte deutscher Geschichte 1848–1990, Frankfurt 19941, 20214. (auch auf Japanisch)
- Weimar im Widerstreit. Deutungen der ersten deutschen Republik im geteilten Deutschland (= Schriftenreihe der Stiftung Reichspräsident-Friedrich-Ebert-Gedenkstätte. Band 10). Oldenbourg, München 2002, ISBN 3-486-56653-9.
- Griff nach der Deutungsmacht. Zur Geschichte der Geschichtspolitik in Deutschland, Göttingen 2004.